# Żandarm na emeryturze

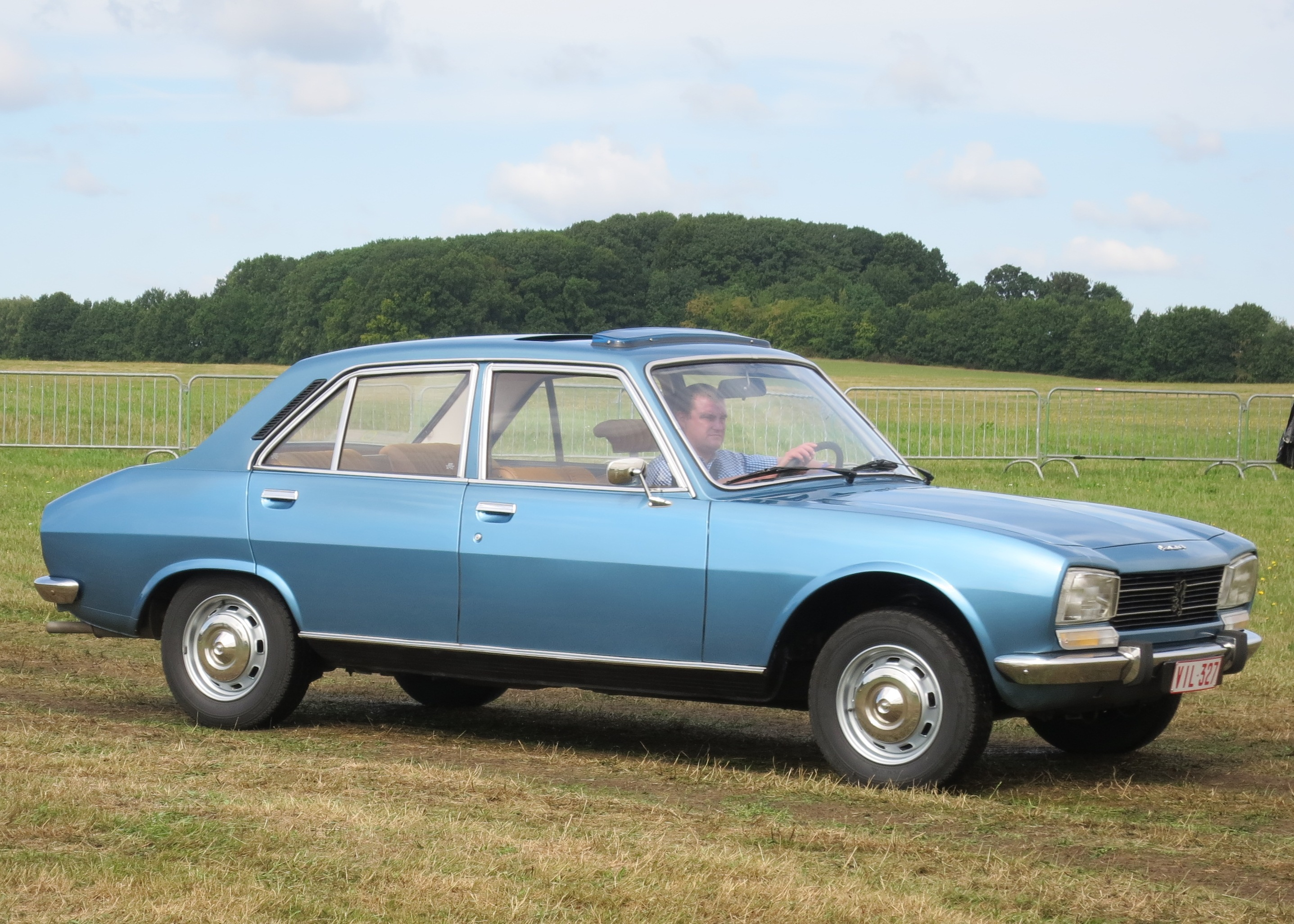
Niebieski Peugeot 504, w filmie taki samochód posiada Ludovic Cruchot

Żandarm na emeryturze (fr. Le Gendarme en balade) – francusko-włoski kolorowy film komediowy z 1970, z Louisem de Funèsem w roli głównej. Czwarta część serii o żandarmie Ludovicu Cruchot.

## Fabuła
Cała załoga posterunku Francuskiej Żandarmerii Narodowej w Saint-Tropez przechodzi na emeryturę, a w służbie zastępują ich młodsi koledzy. Cruchotowi ciężko przychodzi przymusowa bezczynność w luksusowej willi jego żony. Pewnego dnia odwiedzają go Gerber i Merlot. Ten ostatni przynosi informację o utracie pamięci przez Fougasse'a. Żandarmi postanawiają pomóc koledze, a jednocześnie znów włożyć mundury.

## Obsada
- Louis de Funès jako st. wachm. Ludovic Cruchot
- Claude Gensac jako Josépha Lefrançois
- Michel Galabru jako chor. Jérôme Gerber
- Jean Lefebvre jako żand. Lucien Fougasse
- Christian Marin jako żand. Albert Merlot
- Guy Grosso jako żand. Tricard
- Michel Modo jako żand. Berlicot
- France Rumilly jako matka przełożona

### Ekipa
- Reżyser: Jean Girault
- Scenarzyści: Jean Girault, Richard Balducci, Jacques Vilfrid
- Muzyka: Raymond Lefèvre
- Zdjęcia: Marc Fossard
- Scenografia: Sydney Bettex

W 2016 w budynku, w którym nagrywane było pięć pierwszych filmów z serii, otwarte zostało Muzeum Żandarmerii i Kina.